# Vredesbrug (Willebroek)
De Vredesbrug of Brug van Willebroek is een industriële hefbrug met een opmerkelijke metalen structuur over het Zeekanaal Brussel-Schelde in Willebroek.

## Brugtype
De brug is van het portaaltype in stalen vakwerkbouw, en werd in de jaren 1947-1952 gebouwd door de Société Anonyme de Construction et des Ateliers de Willebroeck. Verderop langs het Zeekanaal werden in dezelfde periode gelijkaardige bruggen opgericht, de intussen reeds vervangen Jan Bogaertsbrug in Kapelle-op-den-Bos en de nog steeds bestaande Budabrug in Neder-Over-Heembeek.

## Geschiedenis
De huidige brug werd opgericht op de plaats van het vroegere sas. De vorige brug, een zwaai- of wipbrug over het kanaal, werd in mei 1940 zwaar beschadigd. Tijdens de oorlog en vele jaren erna moest het verkeer over een vaste noodbrug. De nieuwe hefbrug werd op 5 mei 1952 ingehuldigd door minister van Openbare Werken Oscar Behogne. Vanaf dan waren beide helften van Willebroek weer met elkaar verbonden en kon de scheepvaart ook weer varen tussen Brussel en de Schelde. In 1992 werd de brug geklasseerd als industrieel erfgoed. Recent werden tijdens een grondige onderhoudsbeurt de kabels en het brugdek vernieuwd en in 2008 werd de legergroene brug overschilderd in azuurblauw.

## Naamgeving
Voor binnenschepen wordt het brugdek 9 m opgeheven, voor zeeschepen kan het brugdek tot 35 m worden opgeheven. Omdat de brug zo laag boven het water hangt, moet de brug voor elk schip geopend worden en dit gebeurt meermaals per dag. Vóór de aanleg in 1985-1986 van de Koning Boudewijnlaan (N16) met de bijhorende Ringbrug over het kanaal, moest al het verkeer tussen Mechelen enerzijds en Dendermonde en Sint-Niklaas anderzijds, langs de N183 door het centrum van Willebroek én over de Vredesbrug. Daardoor gaf het meermaals per dag opheffen van de brug aanleiding tot veel vertraging en gezucht bij de automobilisten. Vandaar de plaatselijke naam: De Brug der zuchten, een knipoog naar de gelijknamige brug in Venetië.
De naam Vredesbrug is afkomstig van het feit dat de 11th Armoured Division van het Britse leger in 1944 langs hier het kanaal volgde op weg naar de bevrijding van Antwerpen.

## Muziek

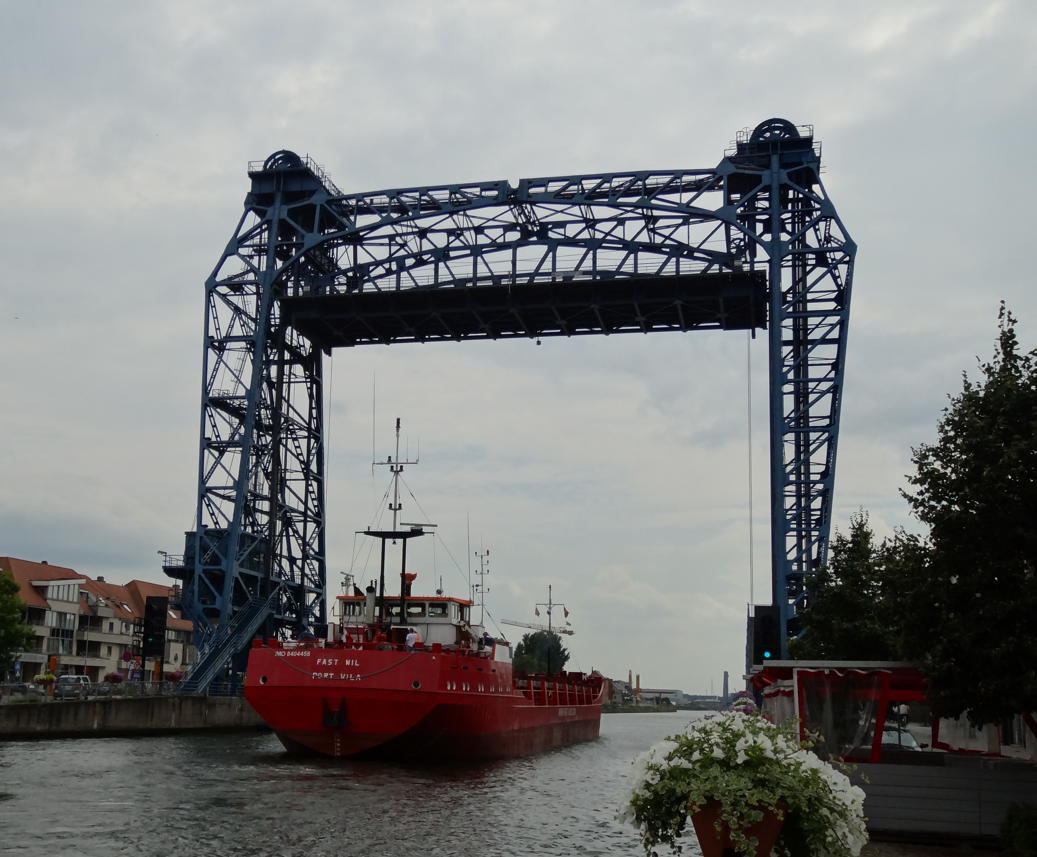
Vredesbrug geopend voor een zeeschip, 2014.

In 1990 werd de brug bezongen door Wannes Van de Velde in zijn lied "De Brug van Willebroek":
(refrein)
‘k Stond voor de brug van Willebroek,
‘k stond geblokkeerd aan ‘t kanaal.
‘k Stond voor de brug van Willebroek,
monster van ijzer en staal.
‘k Zag honderden schepen passeren,
auf wiedersehen, how do you do?
‘k Was niet op die rendez-vous,
Want de brug van Willebroek was toe.
Van Praetbrug · Budabrug · Viaduct van Vilvoorde · Salangaanbrug · Europabrug · Willemsbrug · Verbrande Brug · Humbeekbrug · Jan Bogaertsbrug · Brielenbrug · Ringbrug · Vredesbrug · IJzerenbrug · Victor Dumonbrug · Boulevardbrug · Nijverheidsbrug